# ایوان کوزوریز
ایوان کوزوریز (انگلیسی: Ivan Kozoriz؛ زادهٔ ۱۴ سپتامبر ۱۹۷۹) بازیکن فوتبال اهل اوکراین است.
از باشگاه‌هایی که در آن بازی کرده‌است می‌توان به باشگاه فوتبال تاوریا سیمفروپول، باشگاه فوتبال اوورلا اوژهورود، و باشگاه فوتبال ماریوپول اشاره کرد.
وی همچنین در تیم ملی فوتبال Ukraine (students) بازی کرده‌است.